# Hughes Tool Company
 (mars 2011).
Si vous disposez d'ouvrages ou d'articles de référence ou si vous connaissez des sites web de qualité traitant du thème abordé ici, merci de compléter l'article en donnant les références utiles à sa vérifiabilité et en les liant à la section « Notes et références ».
En pratique : Quelles sources sont attendues ? Comment ajouter mes sources ?

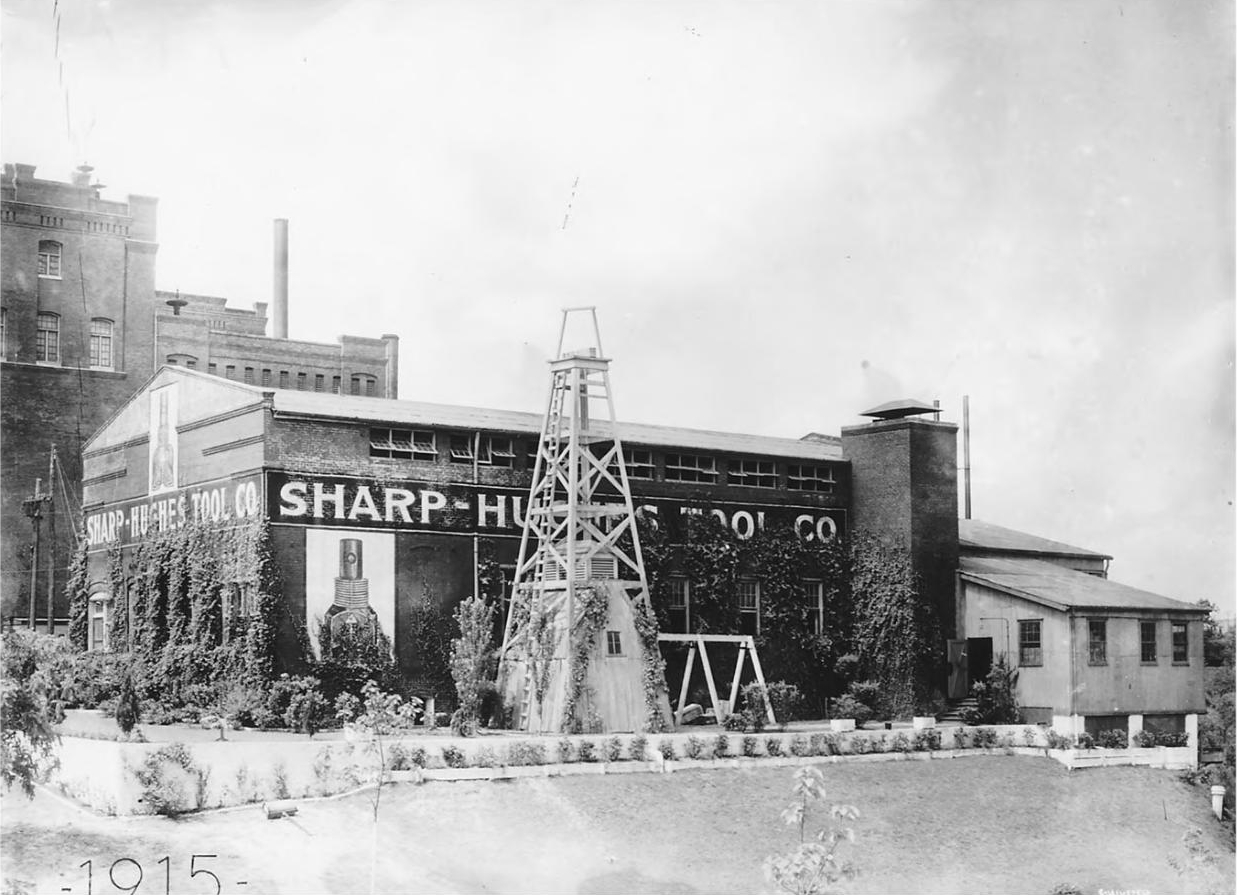
Usine de la Hughes Tool Company.

La Hughes Tool Company est une compagnie américaine créée en 1908 par Howard R. Hughes Sr.  et Walter Benona Sharp (en) sous le nom de Sharp-Hughes Tool Company, lorsque Hughes a breveté une tête de forage qui a radicalement amélioré le procédé de forage utilisé pour les puits pétroliers. 
À la mort de son père en 1924, Howard Robard Hughes hérita de la compagnie dont il ne s'occupa guère, préférant la déléguer à Noah Dietricht, son bras droit. Finalement la société fut vendue (sans avertir Howard Hughes), en 1974-1977. 
En 1987, elle est fusionnée avec la Baker Oil Tool Company et devient la Baker Hughes.